# Elezioni generali in Brasile del 2014
Le elezioni generali in Brasile del 2014 si tennero il 5 ottobre per il primo turno dell'elezione del Presidente e per il rinnovo del Parlamento e il 26 ottobre per il secondo turno delle elezioni presidenziali.

## Contesto

### Candidati

#### Dilma Rousseff
Presidente uscente del Brasile, prima donna a ricoprire tale incarico, candidata del Partito dei Lavoratori e di una coalizione denominata Con la Forza del popolo composta da PMDB, PSD, PP, PR, PDT, PRB, PROS, PCdoB.

#### Aécio Neves
Già governatore e senatore dello Stato di Minas Gerais, candidato del Partito della Social Democrazia Brasiliana e di una coalizione denominata Brasile, Cambia composta da PMN, PTN, PTC, DEM, PTdoB, PTB, SD, PEN.

#### Marina Silva
Già ministro dell'ambiente e senatrice dello stato di Acre, candidata del Partito Socialista Brasiliano dopo la morte di Eduardo Campos, e di una coalizione chiamata Uniti per il Brasile composta da PSL, PHS, PPS, PRP, PPL.

#### Altri candidati
- Luciana Genro per il PSOL (sinistra)
- Pastor Everaldo (Everaldo Dias Pereira) per il Partito Sociale Cristiano (destra)
- Eduardo Jorge per il Partito Verde (ecologista)
- Levy Fidélix per il Partito Rinnovatore Laburista Brasiliano (destra)
- Zé Maria (José Maria de Almeida) per il Partito Socialista dei Lavoratori Unificato (estrema sinistra trotzkista)
- Eymael (José Maria Eymael) per il Partito Socialdemocratico Cristiano (centro-destra)
- Mauro Iasi Partito Comunista Brasiliano
- Rui Costa Pimenta del Partito della Causa Operaia (estrema sinistra trotzkista)

## Risultati
Elezioni presidenziali
| Candidati             | Partiti                                     | I turno     | I turno | II turno    | II turno |
| Candidati             | Partiti                                     | Voti        | %       | Voti        | %        |
| --------------------- | ------------------------------------------- | ----------- | ------- | ----------- | -------- |
| Dilma Rousseff        | Partito dei Lavoratori                      | 43 267 668  | 41,59   | 54 501 119  | 51,64    |
| Aécio Neves           | Partito della Social Democrazia Brasiliana  | 34 897 211  | 33,55   | 51 041 155  | 48,36    |
| Marina Silva          | Partito Socialista Brasiliano               | 22 176 619  | 21,32   |             |          |
| Luciana Genro         | Partito Socialismo e Libertà                | 1 612 186   | 1,55    |             |          |
| Pastor Everaldo       | Partito Sociale Cristiano                   | 780 513     | 0,75    |             |          |
| Eduardo Jorge         | Partito Verde                               | 630 099     | 0,61    |             |          |
| Levy Fidélix          | Partito Rinnovatore Laburista Brasiliano    | 446 878     | 0,43    |             |          |
| José Maria de Almeida | Partito Socialista dei Lavoratori Unificato | 91 209      | 0,09    |             |          |
| José Maria Eymael     | Partito Socialdemocratico Cristiano         | 61 250      | 0,06    |             |          |
| Mauro Iasi            | Partito Comunista Brasiliano                | 47 845      | 0,05    |             |          |
| Rui Costa Pimenta     | Partito della Causa Operaia                 | 12 324      | 0,01    |             |          |
| Totale                | Totale                                      | 104 023 543 | 100     | 105 542 274 | 100      |

Elezioni parlamentari
Camera dei deputati
| Liste                                        | Voti       | %     | Seggi |
| -------------------------------------------- | ---------- | ----- | ----- |
| Partito dei Lavoratori                       | 13 554 166 | 13,94 | 70    |
| Partito della Social Democrazia Brasiliana   | 11 071 772 | 11,38 | 54    |
| Partito del Movimento Democratico Brasiliano | 10 791 949 | 11,10 | 66    |
| Partito Socialista Brasiliano                | 6 267 878  | 6,44  | 34    |
| Partito Progressista                         | 6 178 949  | 6,35  | 36    |
| Partito Social Democratico                   | 5 967 953  | 6,14  | 37    |
| Partito della Repubblica                     | 5 633 054  | 5,79  | 34    |
| Partito Repubblicano Brasiliano              | 4 408 641  | 4,53  | 21    |
| Democratici                                  | 4 080 757  | 4,20  | 22    |
| Partito Laburista Brasiliano                 | 3 914 193  | 4,02  | 25    |
| Partito Democratico Laburista                | 3 469 168  | 3,57  | 19    |
| Solidarietà                                  | 2 637 961  | 2,71  | 15    |
| Partito Sociale Cristiano                    | 2 448 898  | 2,52  | 12    |
| Partito Verde                                | 2 004 464  | 2,06  | 8     |
| Partito Repubblicano dell'Ordine Sociale     | 1 977 117  | 2,03  | 11    |
| Partito Popolare Socialista                  | 1 955 490  | 2,01  | 10    |
| Partito Comunista del Brasile                | 1 913 015  | 1,97  | 10    |
| Partito Socialismo e Libertà                 | 1 745 470  | 1,79  | 5     |
| Partito Umanista di Solidarietà              | 917 467    | 0,94  | 5     |
| Partito Laburista del Brasile                | 812 206    | 0,84  | 1     |
| Partito Social-Liberale                      | 810 742    | 0,83  | 1     |
| Partito Repubblicano Progressista            | 733 965    | 0,75  | 3     |
| Partito Laburista Nazionale                  | 720 788    | 0,74  | 4     |
| Partito Ecologista Nazionale                 | 663 108    | 0,68  | 2     |
| Partito Socialdemocratico Cristiano          | 500 021    | 0,51  | 2     |
| Partito della Mobilitazione Nazionale        | 467 777    | 0,48  | 3     |
| Partito Rinnovatore Laburista Brasiliano     | 450 953    | 0,46  | 1     |
| Partito Laburista Cristiano                  | 338 117    | 0,35  | 2     |
| Partito Socialista dei Lavoratori Unificato  | 188 473    | 0,19  | –     |
| Partito Patria Libera                        | 141 254    | 0,15  | –     |
| Partito Comunista Brasiliano                 | 66 979     | 0,07  | –     |
| Partito della Causa Operaia                  | 12 969     | 0,01  | –     |
| Totale                                       | 97 263 161 | 100   | 513   |

Senato federale
| Liste                                        | Voti       | %     | Seggi |
| -------------------------------------------- | ---------- | ----- | ----- |
| Partito della Social Democrazia Brasiliana   | 23 880 078 | 26,73 | 4     |
| Partito dei Lavoratori                       | 15 155 818 | 16,96 | 2     |
| Partito del Movimento Democratico Brasiliano | 12 129 969 | 13,58 | 5     |
| Partito Socialista Brasiliano                | 12 123 194 | 13,57 | 3     |
| Partito Social Democratico                   | 7 147 245  | 8,00  | 2     |
| Partito Democratico Laburista                | 3 609 643  | 4,04  | 4     |
| Democratici                                  | 3 515 426  | 3,93  | 3     |
| Partito Laburista Brasiliano                 | 2 803 999  | 3,14  | 2     |
| Partito Repubblicano dell'Ordine Sociale     | 2 234 132  | 2,50  | 4     |
| Partito Progressista                         | 1 931 738  | 2,16  | 1     |
| Partito Socialismo e Libertà                 | 1 045 275  | 1,17  | –     |
| Partito Comunista del Brasile                | 803 144    | 0,90  | –     |
| Partito Verde                                | 723 576    | 0,81  | –     |
| Partito della Repubblica                     | 696 462    | 0,78  | –     |
| Solidarietà                                  | 370 507    | 0,41  | –     |
| Partito Socialista dei Lavoratori Unificato  | 355 585    | 0,40  | –     |
| Partito Repubblicano Brasiliano              | 301 162    | 0,34  | –     |
| Partito Repubblicano Progressista            | 170 257    | 0,19  | –     |
| Partito Comunista Brasiliano                 | 68 199     | 0,08  | –     |
| Patriota                                     | 65 597     | 0,07  | –     |
| Partito della Mobilitazione Nazionale        | 57 911     | 0,06  | –     |
| Partito Rinnovatore Laburista Brasiliano     | 38 429     | 0,04  | –     |
| Partito Socialdemocratico Cristiano          | 31 011     | 0,03  | –     |
| Partito Patria Libera                        | 29 366     | 0,03  | –     |
| Partito Laburista Cristiano                  | 21 993     | 0,02  | –     |
| Partito Sociale Cristiano                    | 19 286     | 0,02  | –     |
| Avante                                       | 11 300     | 0,01  | –     |
| Partito della Causa Operaia                  | 8 561      | 0,01  | –     |
| Partito Laburista Nazionale                  | 2 741      | 0,00  | –     |
| Totale                                       | 89 351 604 | 100   | 27    |